# Agravo de instrumento
Agravo de instrumento é o recurso interposto, em regra, contra decisões interlocutórias.
Só caberá agravo de instrumento, "quando se tratar de decisão susceptível de causar à parte lesão grave e de difícil reparação, bem como nos casos de inadmissão da apelação e nos relativos aos efeitos em que a apelação é recebida". Cabimento nos termos do que previa o antigo Código de Processo Civil. Com a nova legislação em vigor, as hipóteses de cabimento do agravo de instrumento passam a ser taxativas, conforme art. 1.015 do CPC/15.
Nesses casos, será cabível agravo de instrumento, que é interposto diretamente no tribunal, com um instrumento (Novo Código de Processo Civil Brasileiro, art.1.015 a 1.020), ou seja, instruído com cópias de peças do processo em curso na primeira instância, para que os desembargadores possam compreender a controvérsia submetida ao seu crivo.

## Agravo de instrumento no direito processual civil brasileiro

### Hipóteses de cabimento
Há também a recente regra de interposição de agravo de instrumento na denegação de Recurso Especial e Recurso Extraordinário, nos próprios autos, sem necessidade de formação de instrumento com cópias das peças, já que o agravo de instrumento em face do não recebimento do Recurso Especial  e do Recurso Extraordinário subirão ao Superior Tribunal de Justiça, se for para o Recurso Especial,  e ao Supremo Tribunal Federal se for o Recurso Extraordinário, nos próprios autos da interposição dos recursos  mencionados (Especial  e Extraordinário).
De acordo com o caput do artigo  do Código de Processo Civil (CPC), o agravo de instrumento é cabível:
- Contra decisão interlocutória que possa causar lesão grave e de difícil reparação; ou
- Contra decisão posterior a sentença que inadmita apelação ou negue efeito suspensivo à apelação..

Segundo o Código de Processo Civil Brasileiro:
Art. 1.015. Cabe agravo de instrumento contra as decisões interlocutórias que versarem sobre:
I - tutelas provisórias;
II - mérito do processo;
III - rejeição da alegação de convenção de arbitragem;
IV - incidente de desconsideração da personalidade jurídica;
V - rejeição do pedido de gratuidade da justiça ou acolhimento do pedido de sua revogação;
VI - exibição ou posse de documento ou coisa;
VII - exclusão de litisconsorte;
VIII - rejeição do pedido de limitação do litisconsórcio;
IX - admissão ou inadmissão de intervenção de terceiros;
X - concessão, modificação ou revogação do efeito suspensivo aos embargos à execução;
XI - redistribuição do ônus da prova nos termos do art. 373, § 1o;
XII - (VETADO);
XIII - outros casos expressamente referidos em lei.
- De acordo com o art. 1015 do NCPC em seus incisos podemos observar onde cabe o agravo de instrumento.

O agravo de instrumento será interposto diretamente perante o tribunal competente. Será o agravo dirigido ao Presidente do Tribunal.

### Requisitos
Art. 1.016 NCPC -   O agravo de instrumento será dirigido diretamente ao tribunal competente, por meio de petição com os seguintes requisitos:
I - os nomes das partes;
II - a exposição do fato e do direito;
III - as razões do pedido de reforma ou de invalidação da decisão e o próprio pedido;
IV - o nome e o endereço completo dos advogados constantes do processo.
Art. 1.017.  A petição de agravo de instrumento será instruída:
I - obrigatoriamente, com cópias da petição inicial, da contestação, da petição que ensejou a decisão agravada, da própria decisão agravada, da certidão da respectiva intimação ou outro documento oficial que comprove a tempestividade e das procurações outorgadas aos advogados do agravante e do agravado;
II - com declaração de inexistência de qualquer dos documentos referidos no inciso I, feita pelo advogado do agravante, sob pena de sua responsabilidade pessoal;
III - facultativamente, com outras peças que o agravante reputar úteis.
§ 1o  Acompanhará a petição o comprovante do pagamento das respectivas custas e do porte de retorno, quando devidos, conforme tabela publicada pelos tribunais.
§ 2o  No prazo do recurso, o agravo será interposto por:
I - protocolo realizado diretamente no tribunal competente para julgá-lo;
II - protocolo realizado na própria comarca, seção ou subseção judiciárias;
III - postagem, sob registro, com aviso de recebimento;
IV - transmissão de dados tipo fac-símile, nos termos da lei;
V - outra forma prevista em lei.
§ 3o Na falta da cópia de qualquer peça ou no caso de algum outro vício que comprometa a admissibilidade do agravo de instrumento, deve o relator aplicar o disposto no art. 932, parágrafo único.
§ 4o Se o recurso for interposto por sistema de transmissão de dados tipo fac-símile ou similar, as peças devem ser juntadas no momento de protocolo da petição original.
§ 5o Sendo eletrônicos os autos do processo, dispensam-se as peças referidas nos incisos I e II do caput, facultando-se ao agravante anexar outros documentos que entender úteis para a compreensão da controvérsia.

### Procedimento do agravo de instrumento
Após a formação do agravo, caberá ao relator, no prazo máximo de 15 dias, pedir dia para julgamento, conforme a previsão do artigo 528 do CPC.
Na hipótese do juiz comunicar que reformou inteiramente a decisão, o relator considerará prejudicado o agravo (de acordo com o art. 1018, parágrafo 1º do CPC).
Efeito Suspensivo e Antecipação de Tutela Recursal
O relator, ao receber o recurso de agravo de instrumento, de acordo com o art. 1019,I, do NCPC, poderá atribuir efeito suspensivo ao recurso (art.1019,I), ou deferir, em antecipação de tutela, total ou parcialmente, a pretensão recursal (desde que preenchidos os requisitos dispostos no art. 300 do CPC), comunicando ao juiz sua decisão;
Conversão do agravo de instrumento em agravo retido (Extinto conforme Novo Código de Processo Civil vigente)
O relator, ao receber o recurso de agravo de instrumento, de acordo com o art. 527, II, do CPC:
´´converterá o agravo de instrumento em agravo retido, salvo quando se tratar de decisão suscetível de causar à parte lesão grave e de difícil reparação, bem como nos casos de inadmissão da apelação e nos relativos aos efeitos em que a apelação é recebida, mandando remeter os autos ao juiz da causa´´; (Redação dada pela Lei nº 11.187, de 2005).
Irrecorribilidade destas hipóteses (Extinto conforme Novo Código de Processo Civil vigente)
De acordo com o art. 527, parágrafo único, do CPC
A decisão liminar, proferida nos casos dos incisos II e III do caput deste artigo, somente é passível de reforma no momento do julgamento do agravo, salvo se o próprio relator a reconsiderar.
Recurso contra decisão singular do relator em sede de Agravo de Instrumento
Segundo o Novo Código de Processo Civil, o recurso interponível contra decisão singular do relator de indeferimento, provimento ou improvimento de recurso, é o agravo interno (art. 1021, do CPC).

## Agravo no recurso especial e extraordinário (procedimento conforme Antigo CPC)
O agravo em recurso extraordinário ou em recurso especial (ou agravo nos próprios autos) é o recurso cabível contra a decisão proferida pelo tribunal de segundo grau que não admite o processamento do recurso extraordinário ou do recurso especial. Como no caso de inadmissão da apelação, que é destrancada mediante agravo de instrumento, os recursos extraordinários lato sensu o são pelo uso do agravo nos próprios autos. Em razão de ser interposto diretamente nos autos onde foi proferida a decisão de inadmissão, independe da formação de instrumento ou do recolhimento de preparo e de porte de remessa e retorno, já efetuados quando da interposição do recurso extraordinário ou do recurso especial. 
Caso tenham sido interpostos concomitantemente recurso extraordinário e recurso especial e sendo ambos inadmitidos, faz-se necessária a interposição de um agravo para destrancar cada um dos recursos. 
O agravo nos próprios autos deve ser interposto dentro do prazo de dez dias contados da ciência da decisão que inadmita os recursos extraordinário ou especial. Interposto o recurso perante o tribunal de segundo grau, deve ser dada oportunidade da parte contrária apresentar sua resposta, no mesmo prazo que o do agravante. Em seguida, remetem-se os autos aos tribunais superiores, sendo lá processados na forma dos regimentos internos de cada um deles.
A Lei n° 12.322, de 9 de setembro de 2010 transformou o agravo de instrumento interposto contra decisão que não admite recurso extraordinário ou recurso especial em agravo nos próprios autos, alterando dispositivos da Lei no 5.869, de 11 de janeiro de 1973 (Código de Processo Civil). Diz a Lei:
Art. 544 - Não admitido o recurso extraordinário ou o recurso especial, caberá agravo nos próprios autos, no prazo de 10 (dez) dias. 
§ 1º. O agravante deverá interpor um agravo para cada recurso não admitido.  
§ 2º. A petição de agravo será dirigida à presidência do tribunal de origem, não dependendo do pagamento de custas e despesas postais. O agravado será intimado, de imediato, para no prazo de 10 (dez) dias oferecer resposta, podendo instruí-la com cópias das peças que entender conveniente. Em seguida, subirá o agravo ao tribunal superior, onde será processado na forma regimental.   
§ 3º. O agravado será intimado, de imediato, para no prazo de 10 (dez) dias oferecer resposta. Em seguida, os autos serão remetidos à superior instância, observando-se o disposto no art. 543 deste Código e, no que couber, na Lei no 11.672, de 8 de maio de 2008.  
§ 4º. No Supremo Tribunal Federal e no Superior Tribunal de Justiça, o julgamento do agravo obedecerá ao disposto no respectivo regimento interno, podendo o relator:   
I- não conhecer do agravo manifestamente inadmissível ou que não tenha atacado especificamente os fundamentos da decisão agravada;   
II- conhecer do agravo para:   
a) negar-lhe provimento, se correta a decisão que não admitiu o recurso;  
b) negar seguimento ao recurso manifestamente inadmissível, prejudicado ou em confronto com súmula ou jurisprudência dominante no tribunal;  
c) dar provimento ao recurso, se o acórdão recorrido estiver em confronto com súmula ou jurisprudência dominante no tribunal.

## Agravo de instrumento no direito processual trabalhista brasileiro
Já no processo trabalhista, o agravo de instrumento possui emprego diferenciado.
Ao passo que nesse ramo do direito as decisões interlocutórias são irrecorríveis, agravar por instrumento é cabível quando nega-se seguimento ao recurso originalmente proposto pela parte; tal é função idêntica da carta testemunhável no Processo Penal.